# Melodrama
Albums de Lorde
Pure Heroine
(2013) Solar Power
(2021)
Singles
1. Green Light
Sortie : 2 mars 2017
2. Perfect Places
Sortie : 2 juin 2017

Melodrama est le deuxième album de la chanteuse néo-zélandaise Lorde, sorti le 16 juin 2017.

## Création
En novembre 2016, Lorde a posté un message sur Facebook disant « L'écriture de Pure Heroine était ma façon de consacrer notre gloire, de la mettre en lumière, alors qu'une partie de moi ne meurt pas, et celle-ci arrive l'année prochaine. ... La partie est sur le point de commencer. Je vais vous montrer mon nouveau monde. ». Lorde a révélé le titre de l'album le 2 mars 2017. L'album a été enregistré pendant 18 mois, de juillet 2015 à janvier 2017, avec le producteur Jack Antonoff.

## Composition
Lorde a écrit des chansons en Nouvelle-Zélande et décrit Melodrama comme « un récit solitaire avec les bonnes parties et les mauvaises parties ». 
Et aussi comme un album conceptuel, racontant l'histoire d'une fête unique, dans un article du New York Times, il est indiqué que Lorde a une « condition neurologique connue sous le nom de synesthésie sonore à la couleur » et a conçu des codes de couleurs pour chaque chanson. Il est également remarqué que Lorde voudrait explorer un « mode cathartique » pour l'album.
Elle a travaillé sur l'album en studio chez Jack Antonoff à New York.

## Promotions
Le 11 mars 2017, Lorde interprète Green Light et Liability au Saturday Night Live. Elle chante également 2 nouveaux titres :  Sober et Sober II (Melodrama), lors d'un petit concert avant le Coachella Festival chez Pappy et Harriet le 14 avril. 
Elle révèle la chanson Homemade Dynamite, lors de son concert au Coachella Festival le 17 avril. Durant ce concert, elle interprète plusieurs chansons figurant sur son album comme Sober, Sober II (Melodrama), Green Light et Liability avant d'interpréter d'anciennes chansons.
Lorde interprète Green Light au Billboard Music Awards le 21 mai.
Le 15 juin, la veille de la sortie de l'album, elle était présente dans l'émission The Tonight Show pour interpréter le titre Perfect Places, le 2e single officiel de l'album. 
Le 23 juin, Lorde est présente au Glastonbury Festival pour interpréter des nouvelles chansons de son album qui est sorti une semaine auparavant. 
Le 30 juillet, Lorde fait une apparition au Fuji Rock Festival à Niigata, au Japon.
Le 3 août, Lorde est présente au Festival Lollapalooza à Chicago, mais son concert a été interrompu après 3 chansons à cause de la pluie. 
Elle a annoncé par la suite sur Instagram qu'elle fera une tournée mondiale, le Melodrama World Tour où elle ferait le « tour du monde » en passant par l'Europe en octobre, et en retournant en Océanie, son continent natal, vers novembre.

## Singles officiels et promotionnels
Lorde a annoncé le titre de l'album via Twitter tout en diffusant simultanément le single Green Light ainsi que le clip vidéo, le 2 mars 2017. 
Trois mois après la révélation du titre Green Light, la chanteuse dévoile un nouveau single : Perfect Places, le 2 juin 2017.
Elle dévoile également 2 singles promotionnels :
Liability, le 10 mars 2017, et Sober, le 9 juin 2017.

## Ventes
L'album est certifié or aux États-Unis en mai 2018 pour 500 000 albums vendus et est certifié platine en décembre 2023.

## Réceptions critiques
Sur le site Metacritic.com, qui comptabilise les critiques de nombreux médias à travers la planète, Melodrama reçoit une note de 92 sur 100.
Les publications NME, Entertainment Weekly et The Telegraph ont toutes donné une excellente note au 2e opus de la jeune artiste de 20 ans, "C’est un excellent album impoli" a écrit la publication britannique, "introspectif sans être indulgent, exagéré de toutes les bonnes façons, honnête et brave, rempli de brillantes chansons avec des paroles que l’on prendra des mois à digérer".
"Il y a une profondeur palpable de sentiments et de sens dans ses chansons, qui jouent à la fois sur des niveaux personnels et universels" mentionne The Telegraph, "elles sont livrées avec un dynamisme subtil et une imagination étourdissante. Elle est une bouffée d’air frais avec la puissance d’un ouragan".
Ayant étiqueté Melodrama comme Meilleure nouvelle musique, le traditionnellement sévère site Pitchfork.com a attribué une cote de 8,8/10 à l’album.
"Lorde capture les émotions comme personne, écrit le site. Son 2ème album est une étude magistrale de ce que c’est qu’être une jeune femme. Un album pop lisse et humide rempli de chagrin et d’hédonisme, réalisé avec grand souci et sagesse".

## Titres de l'album
| No  | Titre                   | Producteurs(s)                      | Durée |
| --- | ----------------------- | ----------------------------------- | ----- |
| 1.  | Green Light             | Lorde, Jack Antonoff et Joel Little | 3:54  |
| 2.  | Sober                   | Lorde, Jack Antonoff                | 3:17  |
| 3.  | Homemade Dynamite       | Lorde, Dukes                        | 3:08  |
| 4.  | The Louvre              | Lorde, Jack Antonoff                | 4:31  |
| 5.  | Liability               | Lorde, Jack Antonoff                | 2:52  |
| 6.  | Hards Feelings/Loveless | Lorde, Jack Antonoff                | 6:07  |
| 7.  | Sober II (Melodrama)    | Lorde, Jack Antonoff                | 2:58  |
| 8.  | Writer In The Dark      | Lorde, Jack Antonoff                | 3:36  |
| 9.  | Supercut                | Lorde, Jack Antonoff                | 4:37  |
| 10. | Liability (Reprise)     | Lorde, Jack Antonoff                | 2:16  |
| 11. | Perfect Places          | Lorde, Jack Antonoff                | 3:42  |

## Classements
| Classement (2017)          | Meilleure position |
| -------------------------- | ------------------ |
| États-Unis (Billboard 200) | 1                  |

## Certifications
| Pays              | Certification | Unités certifiées |
| ----------------- | ------------- | ----------------- |
| États-Unis (RIAA) | Platine       | 1 000 000         |